# Els millors professors europeus
Els millors professors europeus és el primer àlbum del grup català Manel.
Llançat l'11 de novembre del 2008, el disc incloïa les quatre cançons de la maqueta que havien publicat el 2007 (Nit freda per ser abril, En la que el Bernat se’t troba, Ceràmiques Guzmán i Dona estrangera) i noves composicions. La seva producció es va finançar amb el premi de 6.000 euros que el grup havia rebut per haver quedat en segona posició del concurs de maquetes Sona9 del 2007.
El disc va tenir una molt bona acollida i va guanyar el premi Enderrock al millor disc de l'any en la categoria pop-rock i va ser escollit el tercer millor disc espanyol de 2008 per la revista musical Rockdelux. A més, el videoclip de la cançó Dona estrangera, dirigit per Sergi Pérez, va guanyar el premi al millor videoclip de l'any al festival madrileny CineMad.
Fou considerat la sorpresa musical de l'any 2008 i els lectors de l'Avui el van triar com el segon millor disc de pop-rock de l'any. El 2009 va ser distingit amb el dotzè premi Puig-Porret de la crítica i amb el Premi de l'Associació de Representants, Promotors i Mànagers de Catalunya al millor artista. El setembre de 2010 ja se n'havien venut més de 30.544 còpies, fet que li va valdre la distinció de disc d'or.
El 2018, per a celebrar el desè aniversari de la publicació del disc, Manel va reeditar el disc i el va publicar en vinil.

## Llistat de cançons
| Núm. | Títol                             | Durada |
| ---- | --------------------------------- | ------ |
| 1.   | «En la que el Bernat se't troba»  | 4:19   |
| 2.   | «Avís per a navegants»            | 2:46   |
| 3.   | «Ai, Dolors»                      | 3:19   |
| 4.   | «Pla quinquennal»                 | 2:58   |
| 5.   | «Roma»                            | 3:45   |
| 6.   | «Captatio benevolentiae»          | 4:19   |
| 7.   | «Nit freda per ser abril»         | 4:21   |
| 8.   | «Al mar!»                         | 3:28   |
| 9.   | «Els guapos són els raros»        | 3:38   |
| 10.  | «Dona estrangera»                 | 3:59   |
| 11.  | «Ceràmiques Guzmán»               | 3:23   |
| 12.  | «Corrandes de la parella estable» | 7:15   |